# Carne de cerdo

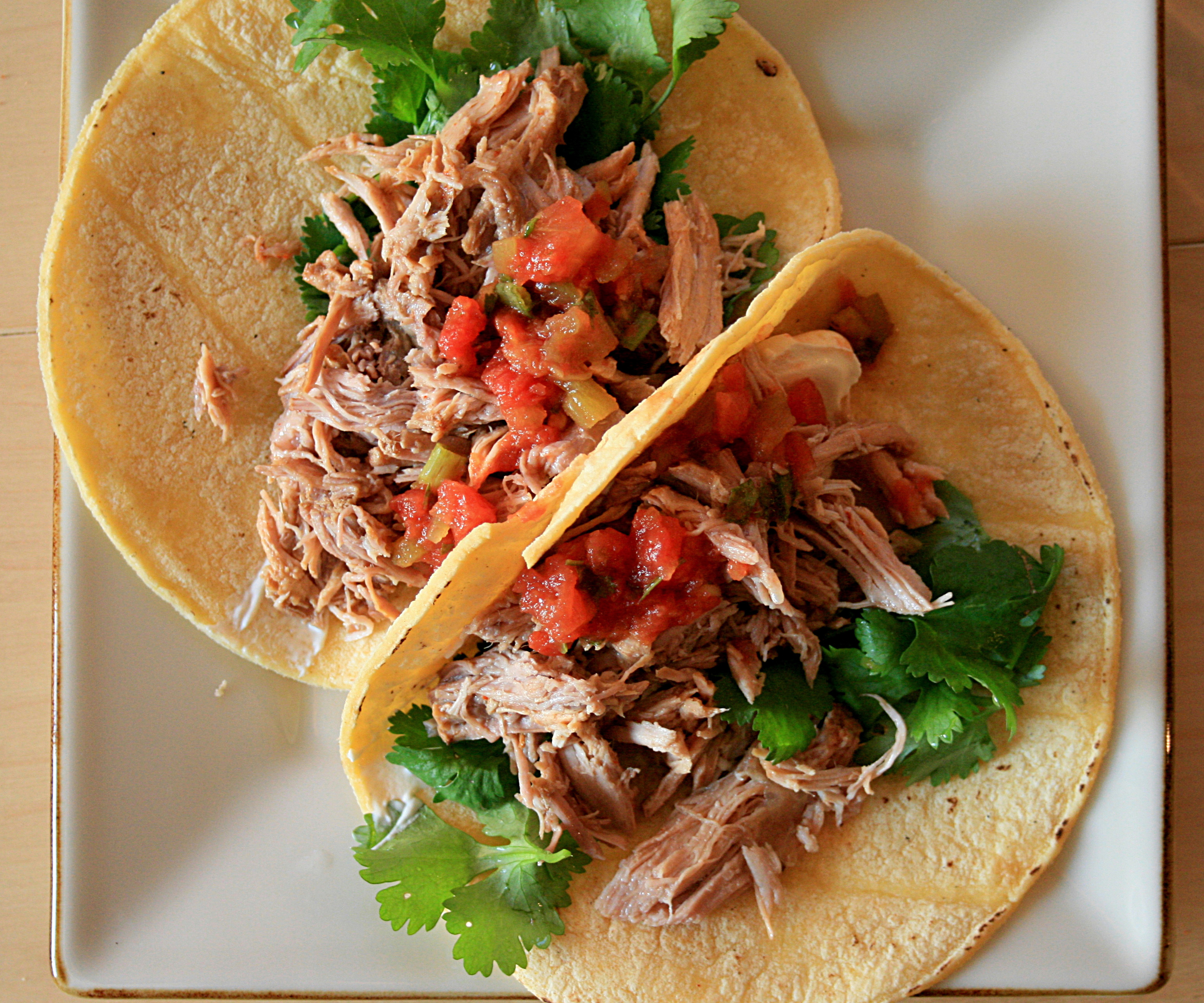
Carnitas.

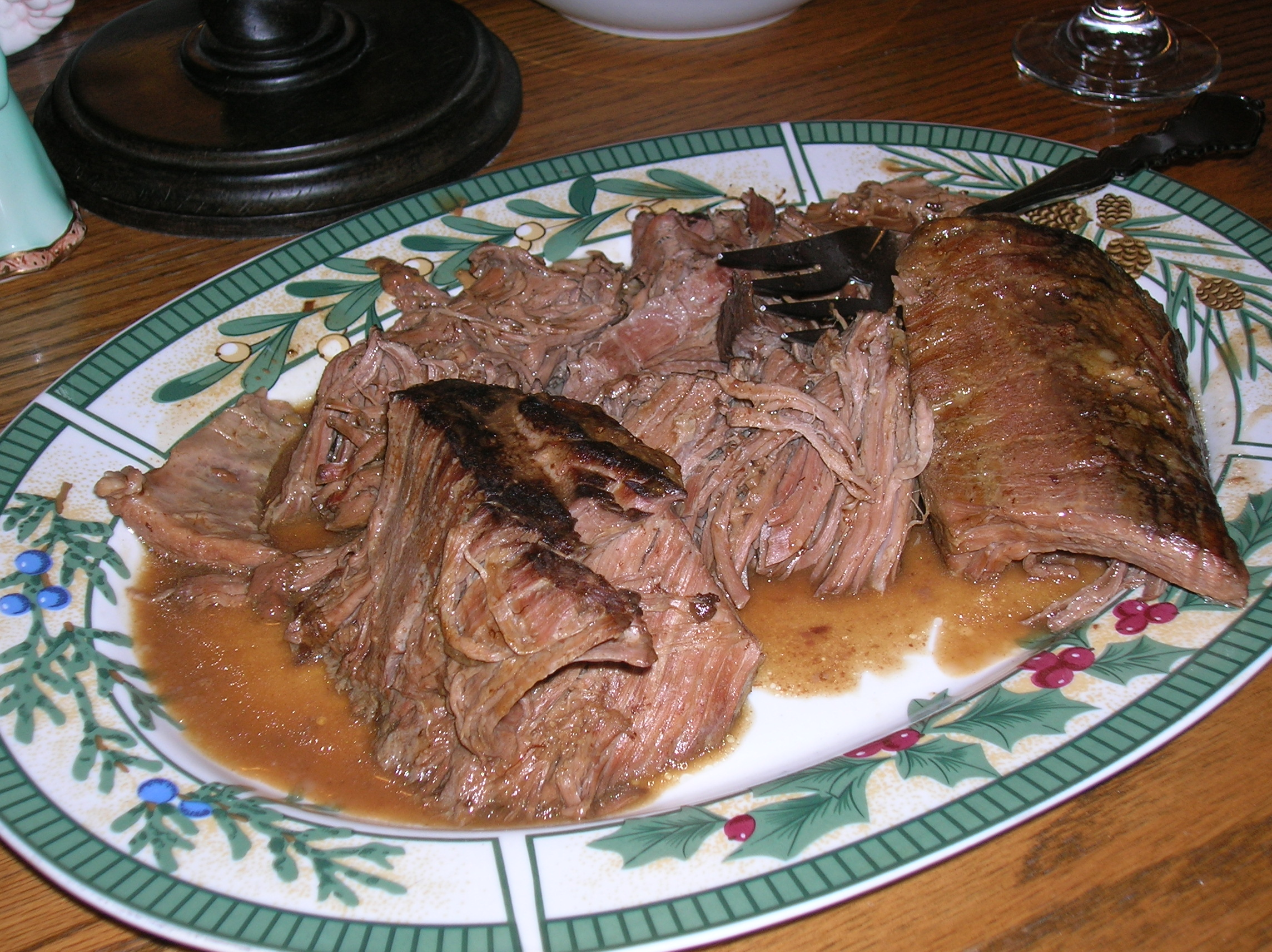
Asado de carne de cerdo.

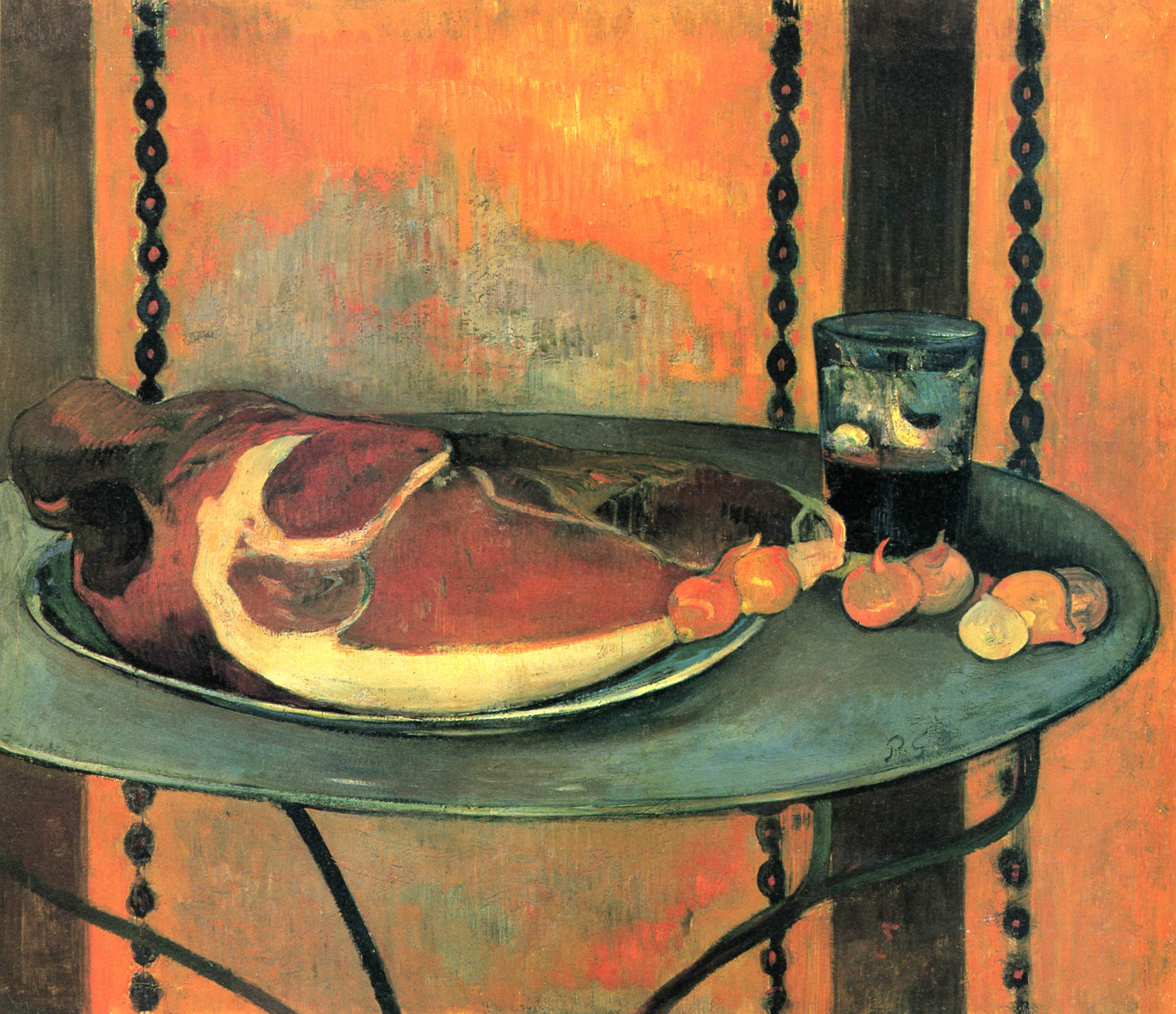
Carne de cerdo en un cuadro del pintor francés Paul Gauguin (1848-1903).

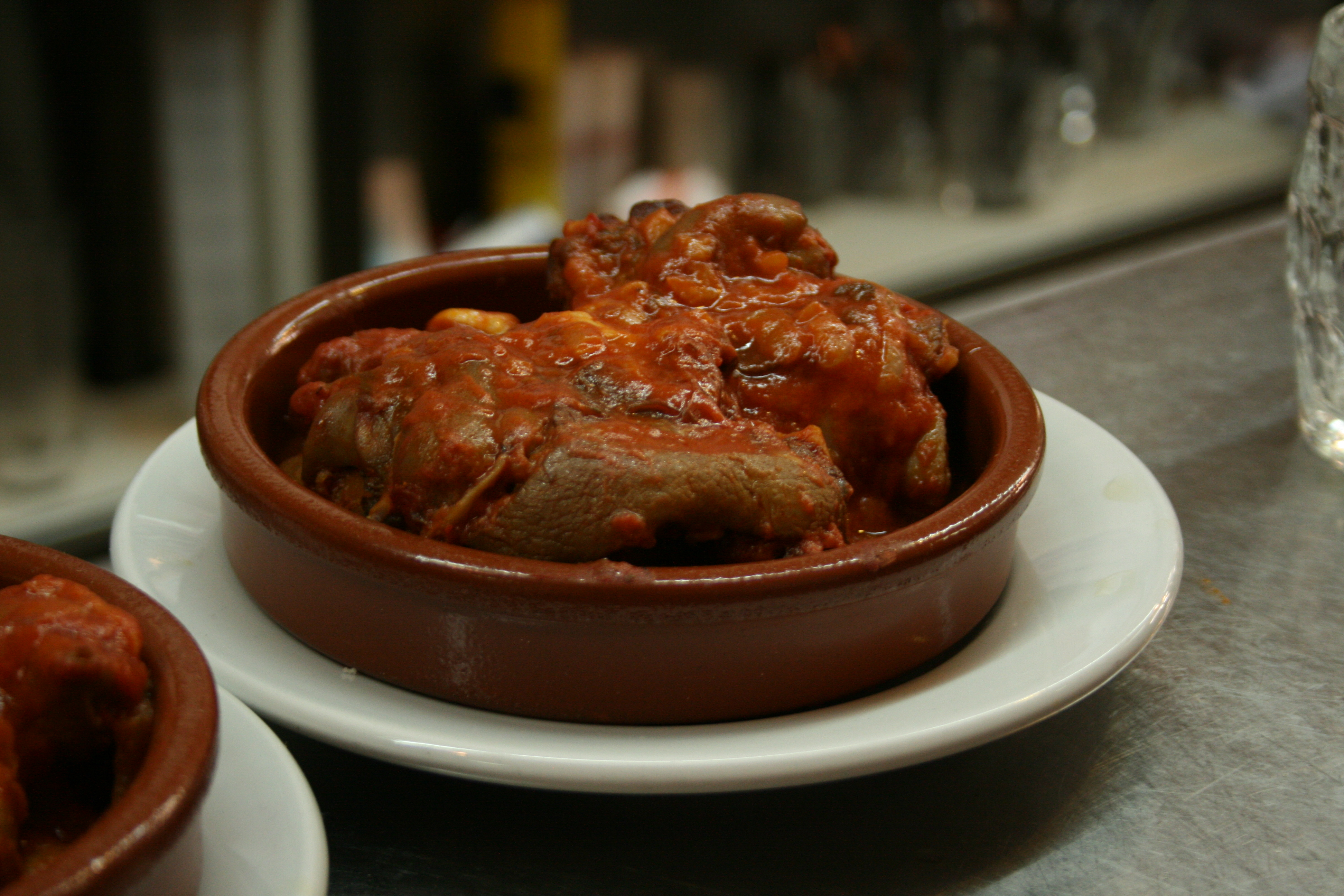
Manitas de cerdo.

La carne de cerdo, carne de chancho, carne de puerco, carne de marrano, carne de cochino, o simplemente cerdo, chancho, gorrino, cochino o marrano, es un producto cárnico procedente del cerdo. Es una de las carnes más consumidas en el mundo. Algunas religiones la consideran un alimento prohibido. Por ejemplo, el judaísmo la considera treifá y el islam, haram. Es además una de las más aprovechadas, porque se utiliza casi todo el cuerpo del animal, así como muchos de sus subproductos: jamón, chorizo, panceta, morcilla, tocino, paté, etc.

## Historia
Los cerdos fueron domesticados en Mesopotamia alrededor del 13.000 a. C.

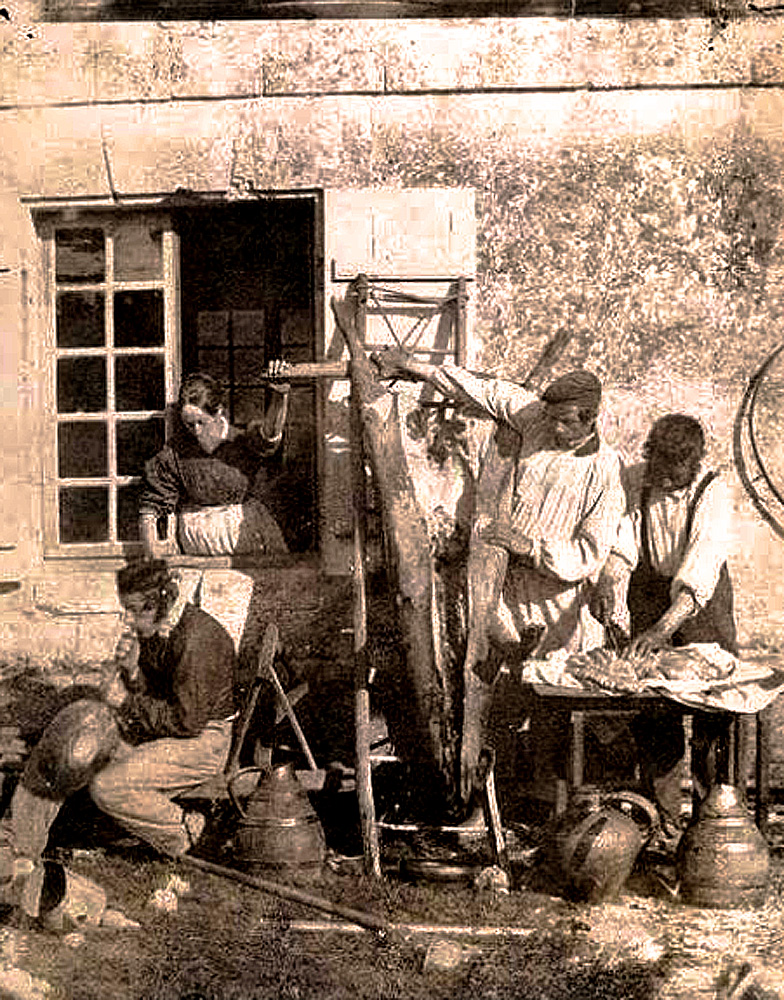
Cerdo siendo preparado en Francia a mediados del.

La charcutería es la rama de la cocina dedicada a los productos cárnicos preparados, como bacón, jamón, salchichón, terrinas, galantinas, patés y confit, principalmente de cerdo. Originalmente pensadas como una forma de conservar las carnes antes de la llegada de la refrigeración, estas preparaciones se preparan hoy en día por los sabores que se derivan de los procesos de conservación. En la Francia del siglo XV, los gremios locales regulaban a los comerciantes de la industria de producción de alimentos en cada ciudad. Los gremios que producían charcutería eran los de los charcuteros. Los miembros de este gremio producían una gama tradicional de carnes cocidas o saladas y secas, que variaba, a veces de forma distintiva, de una región a otra. La única carne "cruda" que los charcuteros podían vender era manteca de cerdo. Los charcuteros preparaban numerosos productos, como patés, rillettes', salchichas, tocino, manitas de cerdo y queso de cabeza.
Antes de la producción masiva y la reconversión de los cerdos en el siglo XX, la carne de cerdo en Europa y Norteamérica era tradicionalmente un plato de otoño: los cerdos y otros animales llegaban al matadero en otoño tras crecer en primavera y engordar durante el verano. Debido al carácter estacional de la carne en la historia culinaria occidental, las manzanas (cosechadas a finales del verano y en otoño) han sido un acompañamiento básico de la carne de cerdo fresca. La disponibilidad de carne y fruta durante todo el año no ha disminuido la popularidad de esta combinación en los platos occidentales.

## Cortes de carne de cerdo

Representación esquemática de las partes de un cerdo

La carne de cerdo se puede separar en distintos tipos de cortes que son comercializados en todo el mundo, con mayor o menos popularidad en cada país en relación con sus gustos culinarios
- Cabeza de cerdo: esta parte incluye diversas secciones comestibles, como las orejas, careta, tania (parte del rostro), entre otras. Es un corte muy utilizado en la preparación de embutidos, sopas y guisos, donde se aprovecha tanto la carne como la grasa y la gelatina.
- Papada: ubicada debajo de la mandíbula del cerdo, es una pieza con bastante grasa, muy jugosa y sabrosa. Es ideal para guisos, frituras o incluso para preparar panceta.
- Cinta de lomo: proviene de la parte alta de la espalda del cerdo, comenzando a partir de la sexta vértebra lumbar. Es un corte magro y tierno, muy apreciado por su sabor y jugosidad, ideal para asar o preparar a la parrilla.
- Magro de cuello: proviene de la parte superior del cuello del cerdo y tiene un contenido moderado de grasa, lo que la hace sabrosa y jugosa. Se utiliza principalmente en guisos y sopas.
- Pecho: parte inferior del cerdo, con un contenido significativo de grasa, lo que le otorga un sabor único y es ideal para cocinar a fuego lento en guisos, o para preparar productos como el tocino.
- Costilla: uno de los cortes más populares, especialmente para asar o hacer a la parrilla. Contiene hueso y carne, con un toque de grasa que lo hace tierno y sabroso.
- Chuleta: se obtiene de las costillas del cerdo, siendo un corte con hueso que es muy popular para la parrilla o asados. Tiene carne tierna y jugosa, con una capa de grasa que le da sabor.
- Solomillo: se ubica cerca de las costillas lumbares y es una pieza magra, pequeña y tierna. Es ideal para asar o preparar a la parrilla, siendo muy jugosa y sin nervios, lo que lo hace fácil de cocinar.
- Panceta: proviene de la parte abdominal del cerdo y es muy apreciada por su alto contenido de grasa y sabor. La panceta asada es especialmente sabrosa, y se utiliza en una variedad de preparaciones, desde guisos hasta frituras.
- Falda: se encuentra en la parte inferior del cerdo, cerca de las patas. Tiene carne magra y algo fibrosa, y se utiliza principalmente en guisos, sopas o estofados.
- Paleta: suele ser de menor calidad que los cortes traseros, es sabroso y versátil. Se usa para asados o guisos.
- Jamón: una de las piezas más conocidas y apreciadas, especialmente para curar y hacer jamón serrano o curado. También se puede cocinar fresco, y tiene un sabor profundo y sabroso.
- Codillo: corte que proviene de la parte baja de la pierna del cerdo. Tiene hueso y carne gelatinosa, que es ideal para preparar guisos o cocidos, ya que su textura es muy jugosa.
- Manos: las patas del cerdo, especialmente las traseras, son muy gelatinosas. Se utilizan en sopas, guisos o se preparan de manera especial en ciertos platos tradicionales.
- Rabo: es la cola del cerdo, que se utiliza principalmente para hacer caldos, sopas y guisos. Tiene una textura gelatinosa que enriquece los platos.
- Gónadas: también conocidas como criadillas, son una parte del cerdo considerada un manjar en algunas culturas. Se cocinan de diversas maneras, incluyendo a la parrilla o en guisos.
- Lardeo: se refiere a la grasa del cerdo, que es ideal para dar sabor a otros platos o para freír. Se utiliza en la preparación de algunos embutidos y también en la cocina tradicional para enriquecer guisos.
- Chicharrón: son trozos de piel de cerdo fritos, que se caracterizan por su sabor crujiente y su textura. Son un aperitivo popular en muchas culturas y se sirven como acompañamiento o como botana.[5]

## Los mayores productores

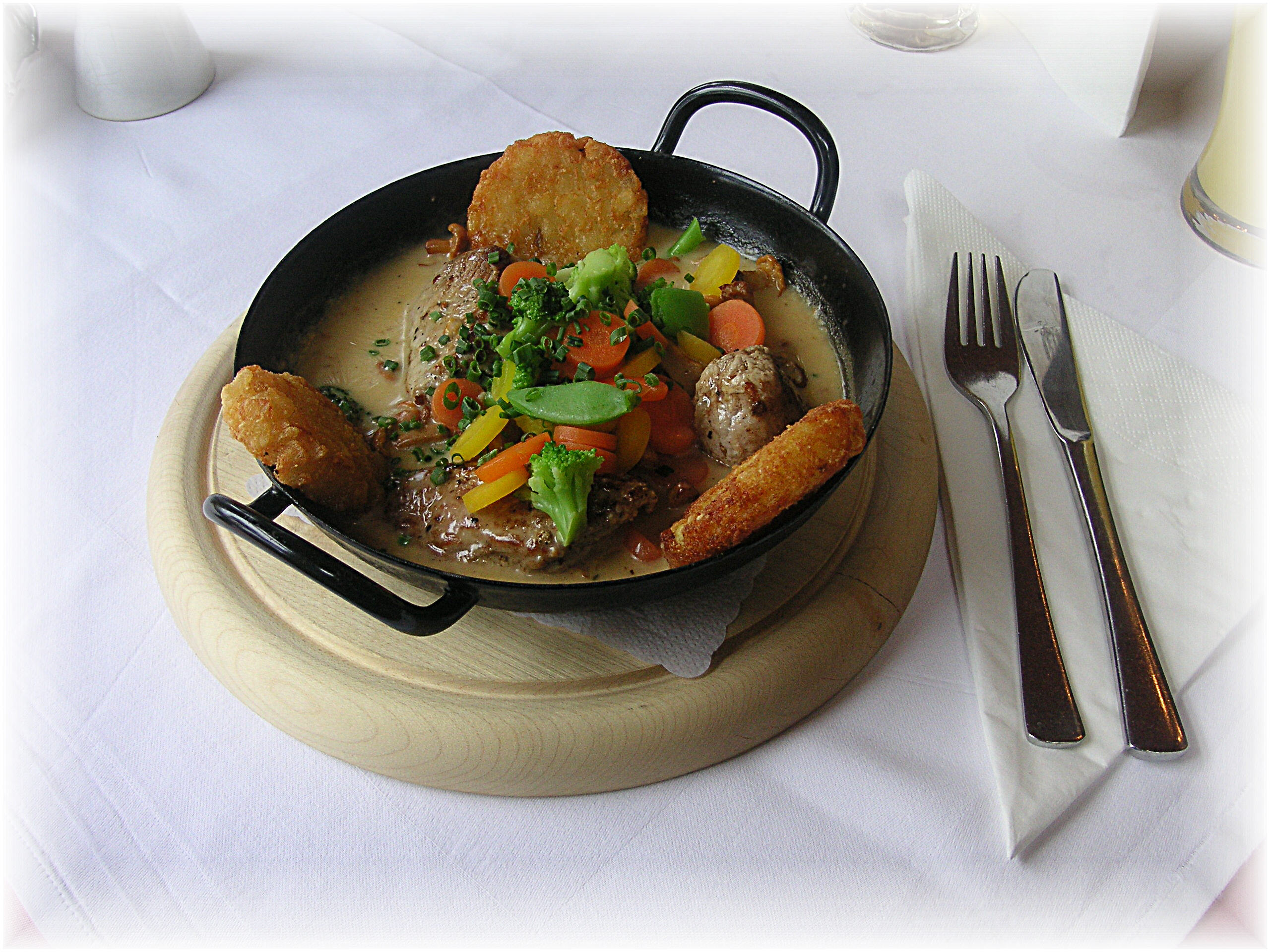
Un plato tradicional austriaco con cerdo, servido con rösti de patatas, vegetales, setas y gravy (salsa espesa).

El mayor productor de carne de cerdo en todo el mundo es China, seguido de Estados Unidos, Alemania y España. Otros países que son grandes productores en Europa son Francia, Polonia, Dinamarca e Italia.
| Rango | País              | Producción (en t) |
| ----- | ----------------- | ----------------- |
| 1     | China continental | 54518000          |
| 2     | Estados Unidos    | 11611177          |
| 3     | Alemania          | 5505572           |
| 4     | España            | 4298893           |
| 5     | Brasil            | 3824682           |
| 6     | Vietnam           | 3733349           |
| 7     | Rusia             | 3529610           |
| 8     | Canadá            | 2141807           |
| 9     | Francia           | 2136276           |
| 10    | Polonia           | 2047800           |
| 11    | Filipinas         | 1837273           |
| 12    | Dinamarca         | 1532387           |
| 13    | Italia            | 1466949           |
| 14    | Países Bajos      | 1455677           |
| 15    | México            | 1441851           |
| 16    | Corea del Sur     | 1280000           |
| 17    | Japón             | 1272257           |
| 18    | Bélgica           | 1044561           |
| 19    | Birmania          | 960555            |
| 20    | Tailandia         | 902330            |

## Preparación

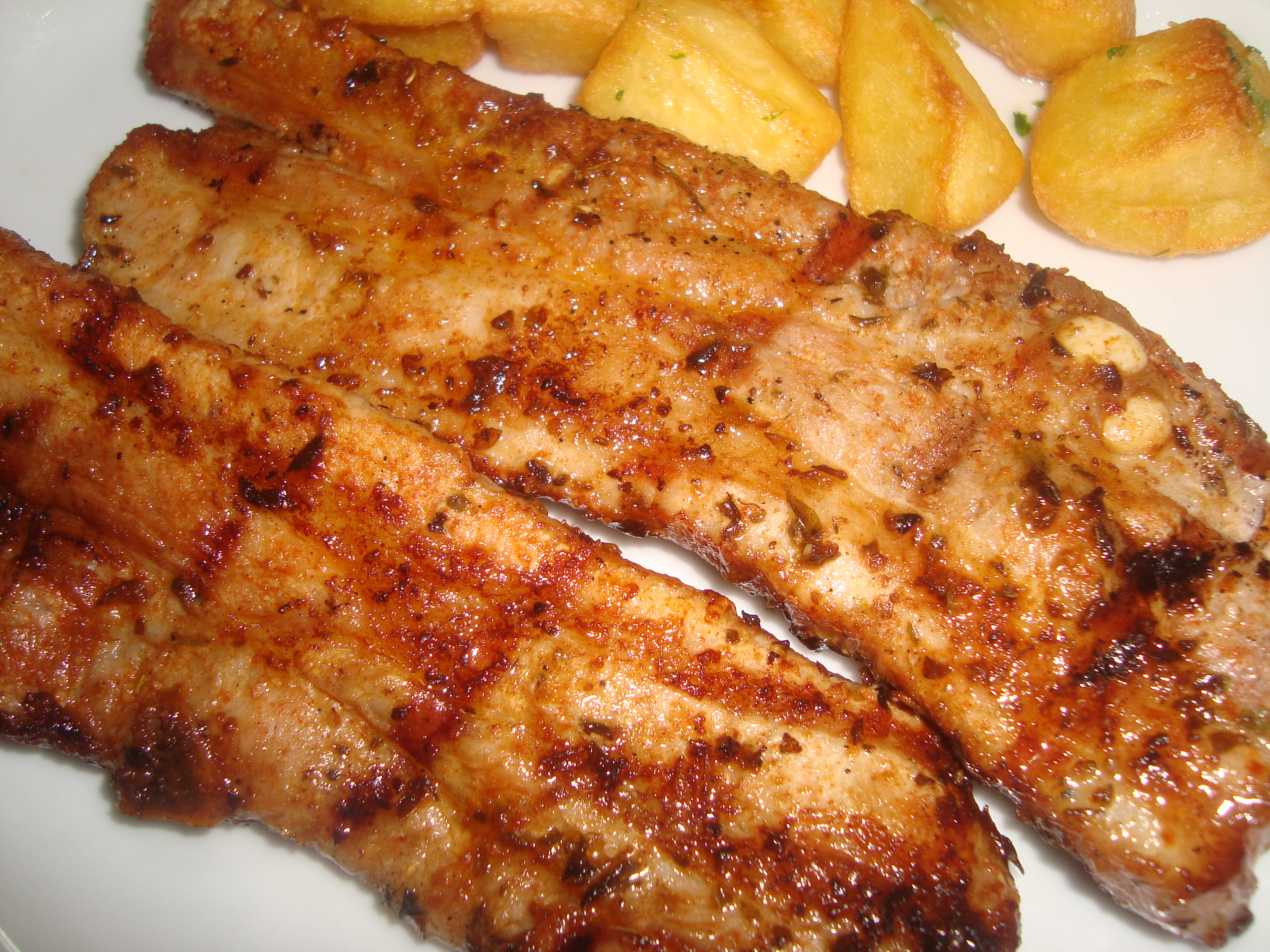
Churrasco de cerdo, corte al estilo Torreblanca

La carne de cerdo tiene innumerables formas de preparación y las diferentes culturas del mundo lo preparan empleando diversos métodos de cocinado.

### Ahumado
Existen algunos empleos de la carne de cerdo ahumada, como el jamón (Jamón de la Selva Negra) y el bacón. También se pueden ahumar las chuletas.

### Al horno
Existen diversas formas de hacerse al horno, una de ellas muy conocida en la gastronomía de Castilla y León emplea un cerdo joven entero en un horno, el cochinillo o tostón tal y como puede degustarse en la provincia de Segovia y en Arévalo en la de Ávila. Otro platillo equivalente es la lechona colombiana.

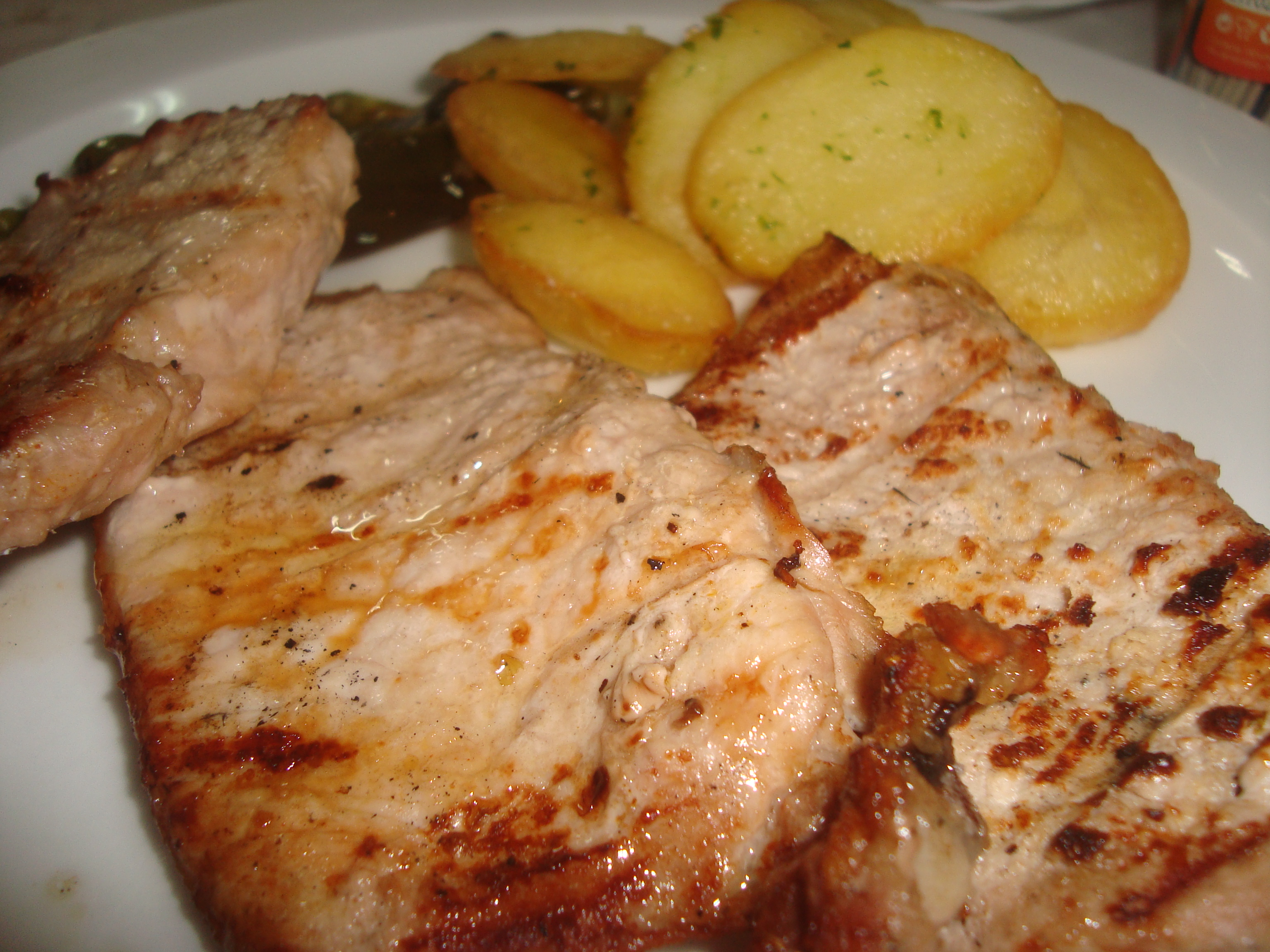
Cinta de lomo hecho a la brasa

También se preparan de esta forma el cerdo despresado, principalmente el pernil (muy común en la gastronomía navideña venezolana).

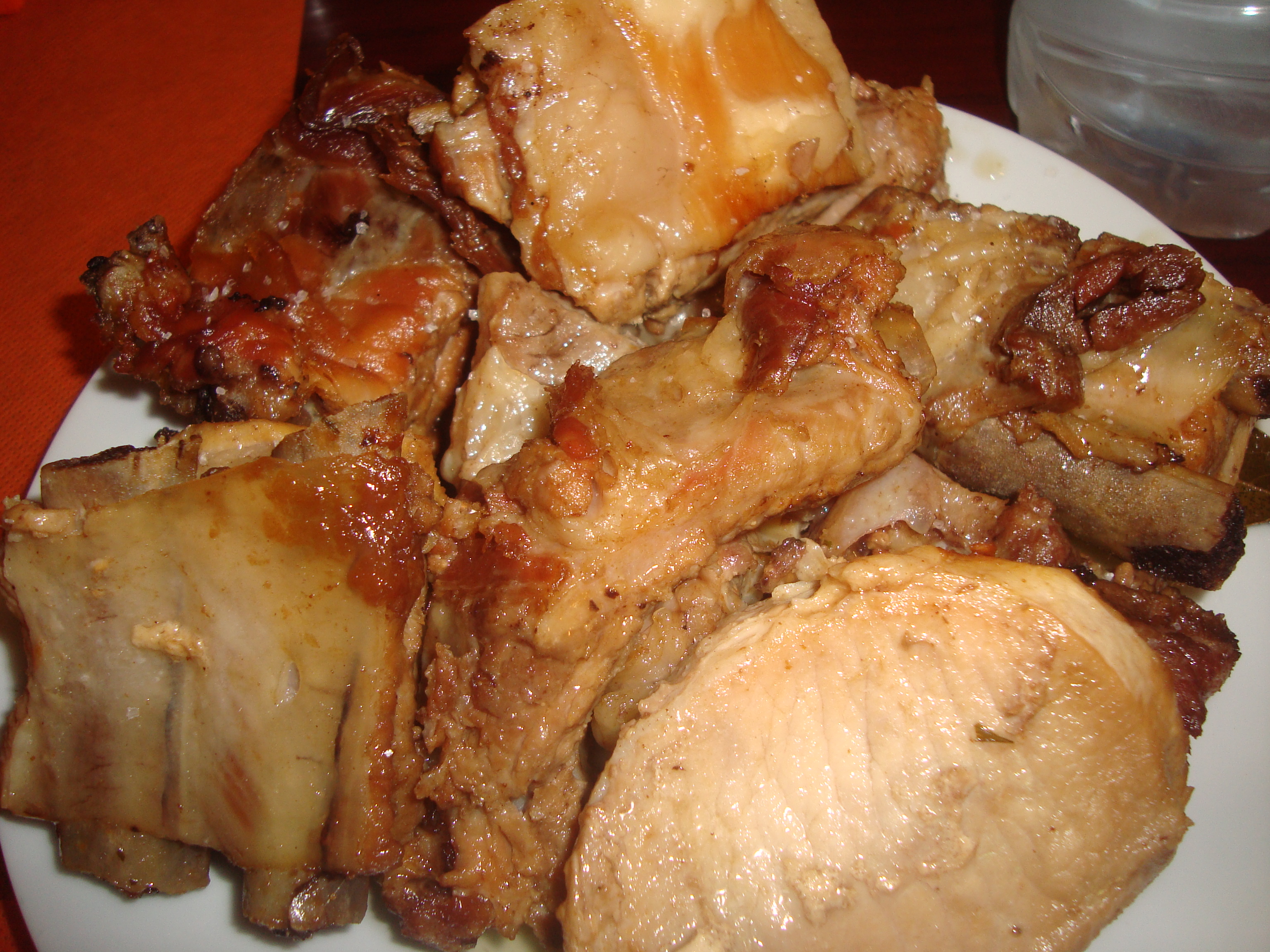
Conserva de carne de cerdo frita, plato típico de Aragón

### Asado

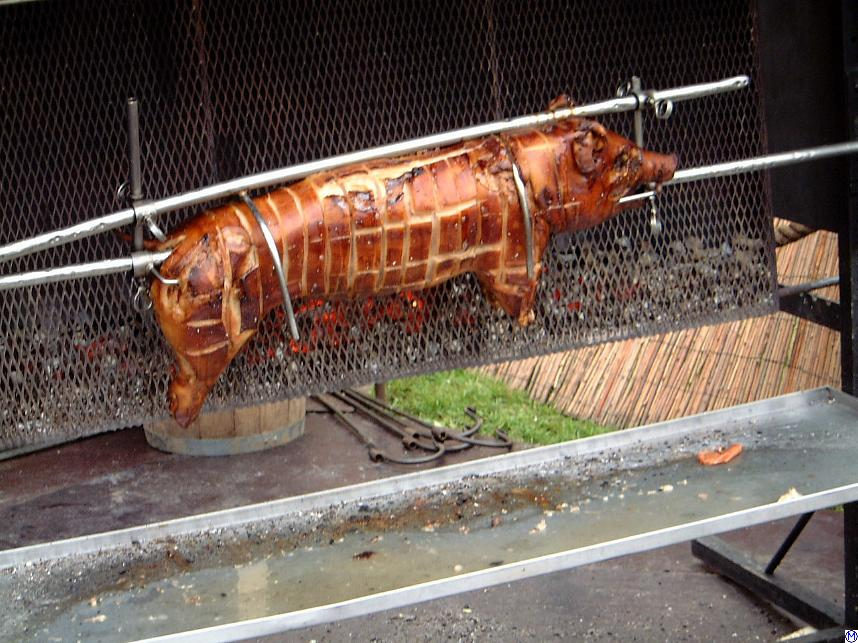
Un cerdo asado en unos pinchos.

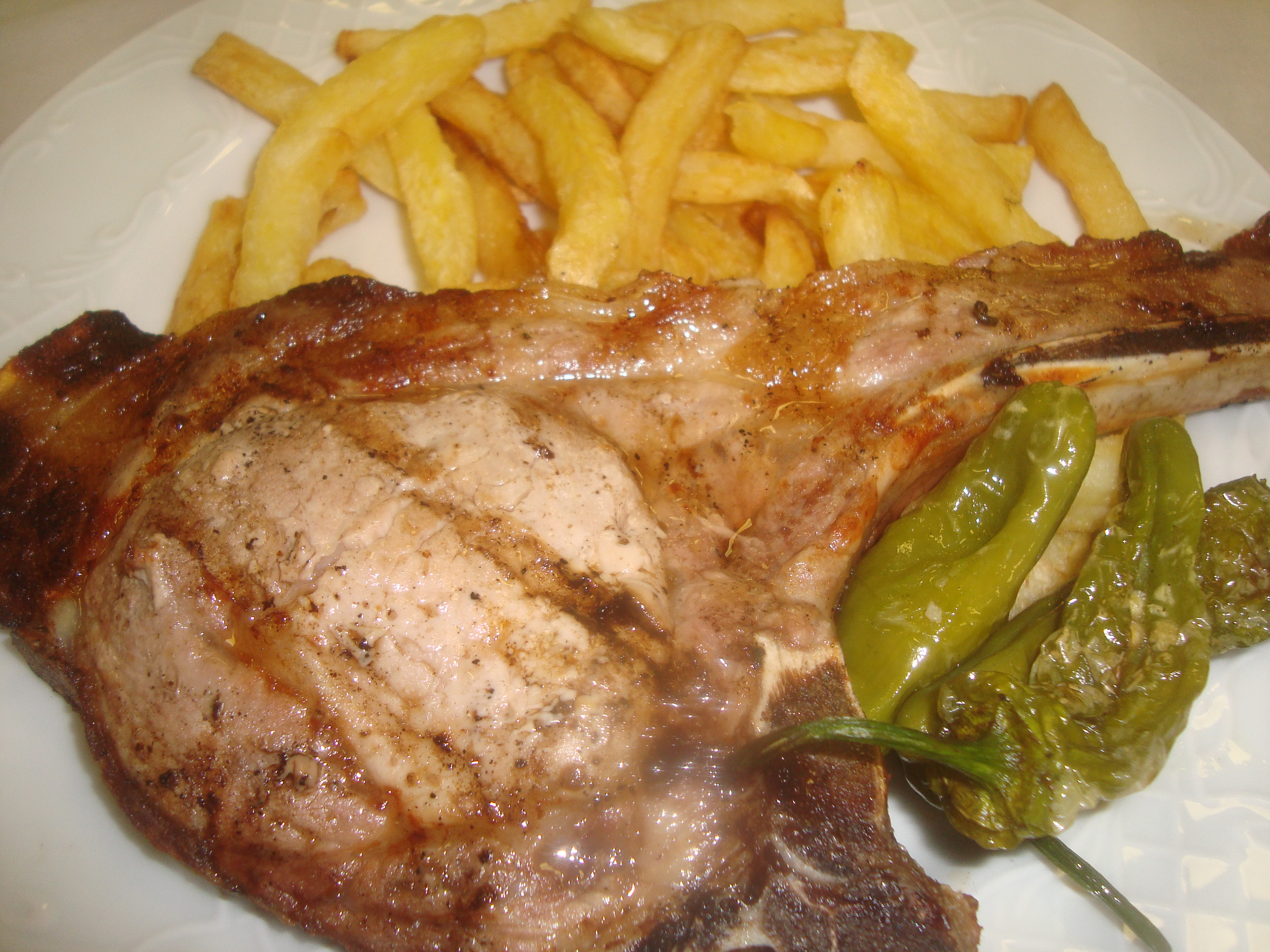
Chuleta de lomo cocinada a la brasa.

Los filetes a la plancha, los escalopes (filetes empanados), se elaboran la mayoría de las veces a la parrilla, asados, braseados, rellenos, fritos a la sartén.

### Embutidos

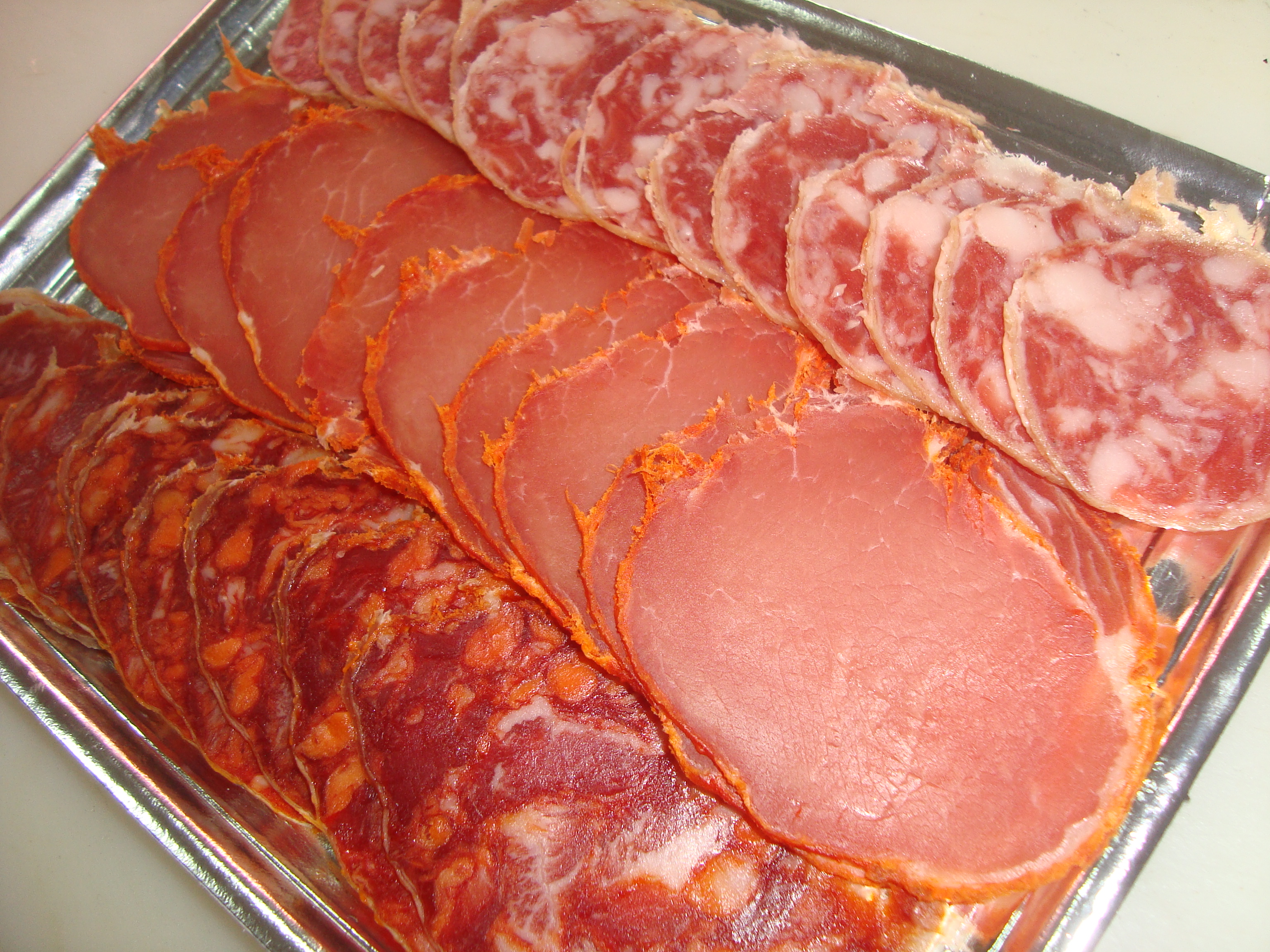
Tapa de embutidos de carne de cerdo

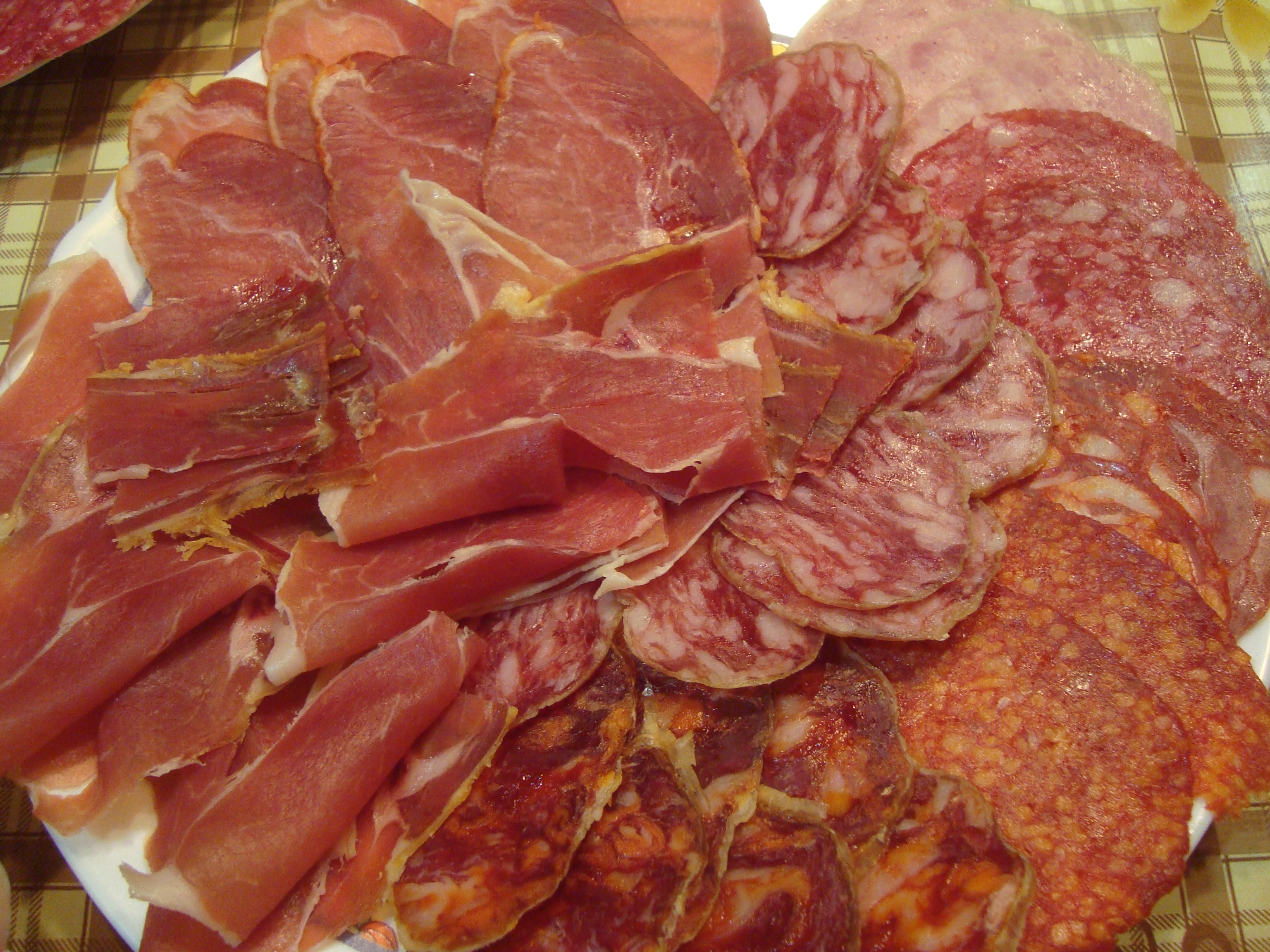
Plato de embutidos de carne de cerdo

Es una de las formas más frecuentes de los empleos de la carne de cerdo, se puede ver en salchichas, en embutidos finos como salami, chorizo, morcilla, Génova, Fuet, etc.

### Frito
En Venezuela es muy común preparar el cochino frito, el cual se consume acompañado de cachapas, arepas, yuca, papas fritas y/o casabe. Por su parte, la piel también se consume frita en su propia grasa bajo la forma de chicharrón. También se suelen freír las chuletas, ya sean frescas o ahumadas.

### Salazón
El salazón de la carne de cerdo como método de conservación fue muy empleado por los marineros europeos del siglo XVII. Algunas piezas encontradas en salazón hoy en día suelen ser las costillas y el tocino.

### Guisado
La carne de cerdo también se suele estofar o guisar con verduras diversas. Un ejemplo lo constituye el guiso para rellenar las hallacas en Venezuela.

### Al vapor
Esta forma de cocción es más común aplicarla al arrollado huaso de la gastronomía chilena.

## Nutrición

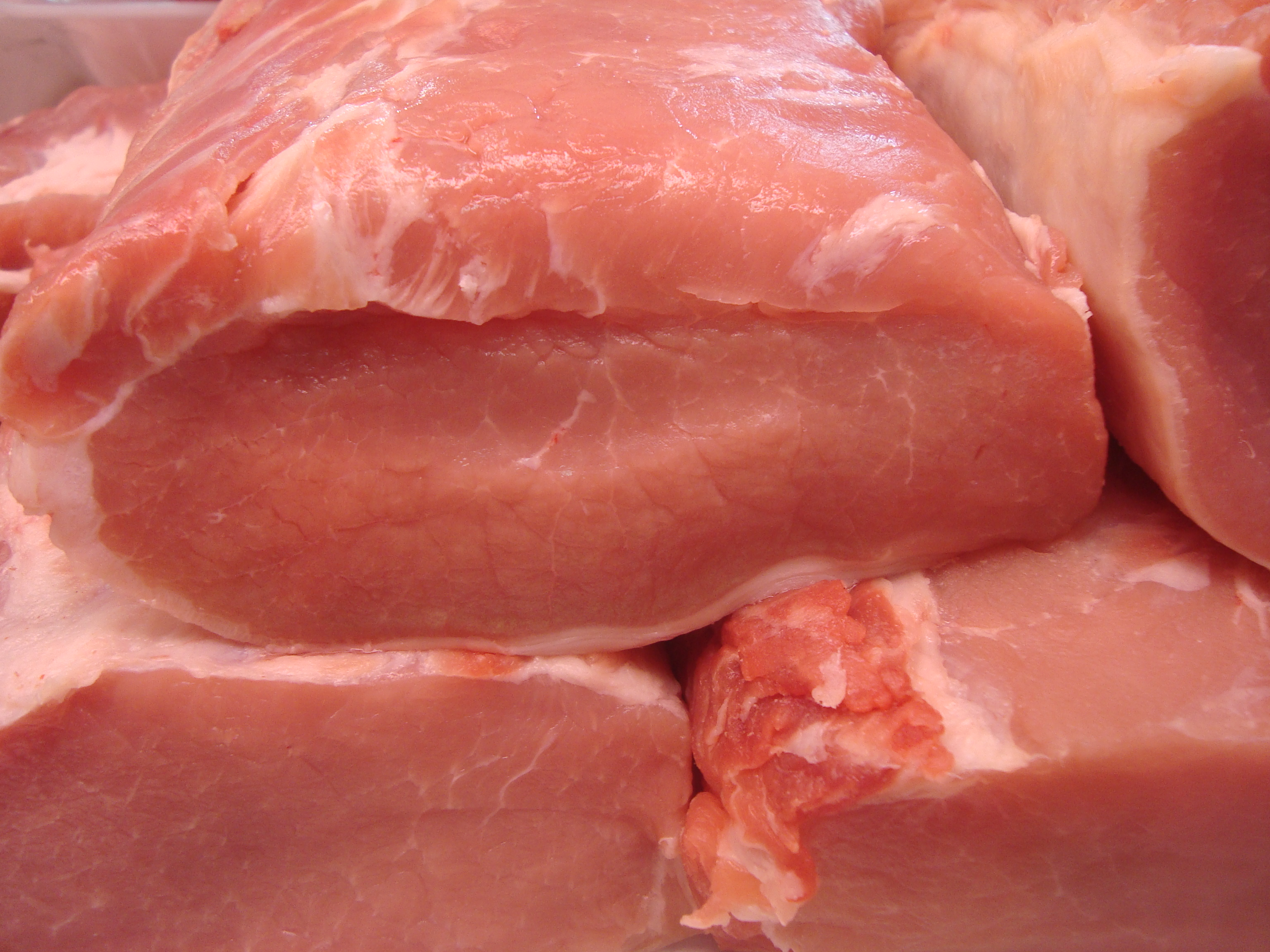
Cinta de lomo de cerdo, corte de lomo fresco.

Debido al contenido en mioglobina de la carne de cerdo ésta presenta un color rojo antes de ser cocinada y cuando se expone a los calores de la cocina se pone ligeramente más blanca. 

### Enfermedades
Se sabe que la carne de cerdo es portadora de algunas enfermedades como tenia del cerdo y triquinosis y pigbel, por lo que consumir carne de cerdo cruda o poco cocinada puede ser peligroso, aunque los productos de cerdo crudo a veces se siguen consumiendo en Europa Centralan y Europa del Este, de los cuales se cree que los países de Europa del Este tienen un mayor riesgo de triquinosis.
La carne de cerdo poco cocinada o no tratada puede albergar patógenos, o puede volver a contaminarse tras la cocción si se deja expuesta durante un largo periodo de tiempo. En un caso, el Servicio de Inspección y Seguridad Alimentaria (FSIS) detectó Listeria monocytogenes en 460 libras (208,7 kg) de marca Polidori desmenuzada de salchicha de cerdo totalmente cocida, aunque nadie enfermó por el consumo del producto. El FSIS ha declarado anteriormente que la listeria y otros microorganismos deben ser ". ..destruidos mediante una manipulación adecuada y una cocción completa a una temperatura interna de 160 grados Fahrenheit (71,1 °C)," y que otros microorganismos, como E. coli, Salmonella, y Staphylococcus aureus pueden encontrarse en carne de cerdo, aves y otras carnes cocinadas de forma inadecuada. El FSIS, que forma parte del USDA, recomienda actualmente cocinar la cerdo picado a 160 grados Fahrenheit (71,1 °C) y los cortes enteros a 145 grados Fahrenheit (62,8 °C) seguidos de 3 minutos de reposo. 
Los cerdos pueden ser portadores de varios helmintos, como ascárides, oxiuros, anquilostomas. Uno de los más comunes es Taenia solium, un tipo de tenia, que puede trasplantarse al intestino de los humanos tras consumir carne poco cocinada. La carne de cerdo cruda y poco cocinada también puede causar otras enfermedades, como la toxoplasmosis.
Aunque no es una causa común de enfermedad, Yersinia enterocolitica -que causa gastroenteritis- está presente en varios alimentos, pero es más frecuente por comer carne de cerdo cruda o poco cocinada y puede crecer en condiciones de refrigeración. La bacteria puede eliminarse con calor. Casi todos los brotes en Estados Unidos se han atribuido a la carne de cerdo.
La carne de cerdo puede ser el reservorio responsable de casos esporádicos y locales de hepatitis E aguda (HEV) registrados en regiones con climas relativamente suaves. Se ha descubierto que se transmite entre cerdos y humanos.
La triquinosis, también llamada triquinelosis o triquiniasis, es una enfermedad parasitaria causada por la ingestión de carne de cerdo cruda o poco cocinada infectada con la larva de una especie de ascáride Trichinella spiralis, comúnmente llamada gusano triquina. La infección fue muy común en el pasado, pero ahora es rara en el mundo desarrollado. De 2002 a 2007, se notificó una media anual de 11 casos al año en Estados Unidos; la mayoría se debieron al consumo de caza silvestre o se desconocía la fuente. El número de casos ha disminuido debido a la legislación que prohíbe alimentar a los cerdos con basura de carne cruda, al aumento de la congelación comercial y doméstica de la carne de cerdo y a la concienciación pública sobre el peligro de comer carne de cerdo cruda o poco cocinada o productos de caza silvestre.

## Prohibiciones religiosas
La ingesta de carne de cerdo es prohibida por las religiones abrahámicas.
Dicha ingesta es prohibida, principalmente, por:
- el Judaísmo, según el Levítico (capítulo 11) y el Deuteronomio (capítulo 14, 3-21), que determinan los alimentos permitidos y prohibidos (cashrut).
- el Islam, según el Corán (2, 2,173; 5, 3; 6, 145; y 16, 115), que determina los alimentos halal (‘permitidos’) y haram (‘prohibidos’). Allí prohíbe la ingesta de sangre, carroña y cerdo.

En lo que se refiere al cristianismo, la Biblia también prohíbe comer carne de cerdo pues el Deuteronomio 14:3-8 señala que: "No comerás nada abominable. Estos son los animales que podréis comer: el buey, la oveja, la cabra, el ciervo, la gacela, el corzo, la cabra montés, el íbice, el antílope y el carnero montés. Y cualquier animal de pezuña dividida que tenga la pezuña hendida en dos mitades y que rumie, lo podréis comer. Pero éstos no comeréis de entre los que rumian o de entre los que tienen la pezuña dividida en dos: el camello, el conejo y el damán; pues aunque rumian, no tienen la pezuña dividida; para vosotros serán inmundos. Y el cerdo, aunque tiene la pezuña dividida, no rumia; será inmundo para vosotros. No comeréis de su carne ni tocaréis sus cadáveres". 
Sin embargo, para la mayoría de los cristianos protestantes y católicos se considera crucial la frase de Pablo en su Epístola a los colosenses (2, 16), que dice: «Nadie os juzgue en comida o en bebida». No obstante, hubo una ley tácita que prohibía a los cristianos consumir carne (incluyendo, por tanto, la de cerdo) todos los viernes del año. Actualmente esa prohibición solo se aplica al Viernes Santo, Miércoles de Ceniza y todos los viernes de Cuaresma.
Algunas iglesias protestantes (tales como la Iglesia Adventista del Séptimo Día) no aprueban el consumo de carne de cerdo.